# James Alcock
James E. Alcock (Central Butte, 1942) é docente de Psicologia na Universidade de York (Canadá) desde 1973. Alcock é uma referência como critico da parapsicologia, é também colaborador e membro do Conselho Executivo para o Comité do Skeptical Inquiry. É ainda membro do Painel Editorial e contribuidor frequente da revista Skeptical Inquirer. Tem sido colunista para a revista Humanist Perspectives.
Em 1999, um painel de céticos colocou-o entre duas dúzias de céticos mais proeminentes  do Século XX.  Em maio de 2004 o CSICOP galardoou-o com o prémio mais horoso do CSI, o In Praise of Reason Award.
Alcock é também um ilusionista amador e faz parte da International Brotherhood of Magicians.

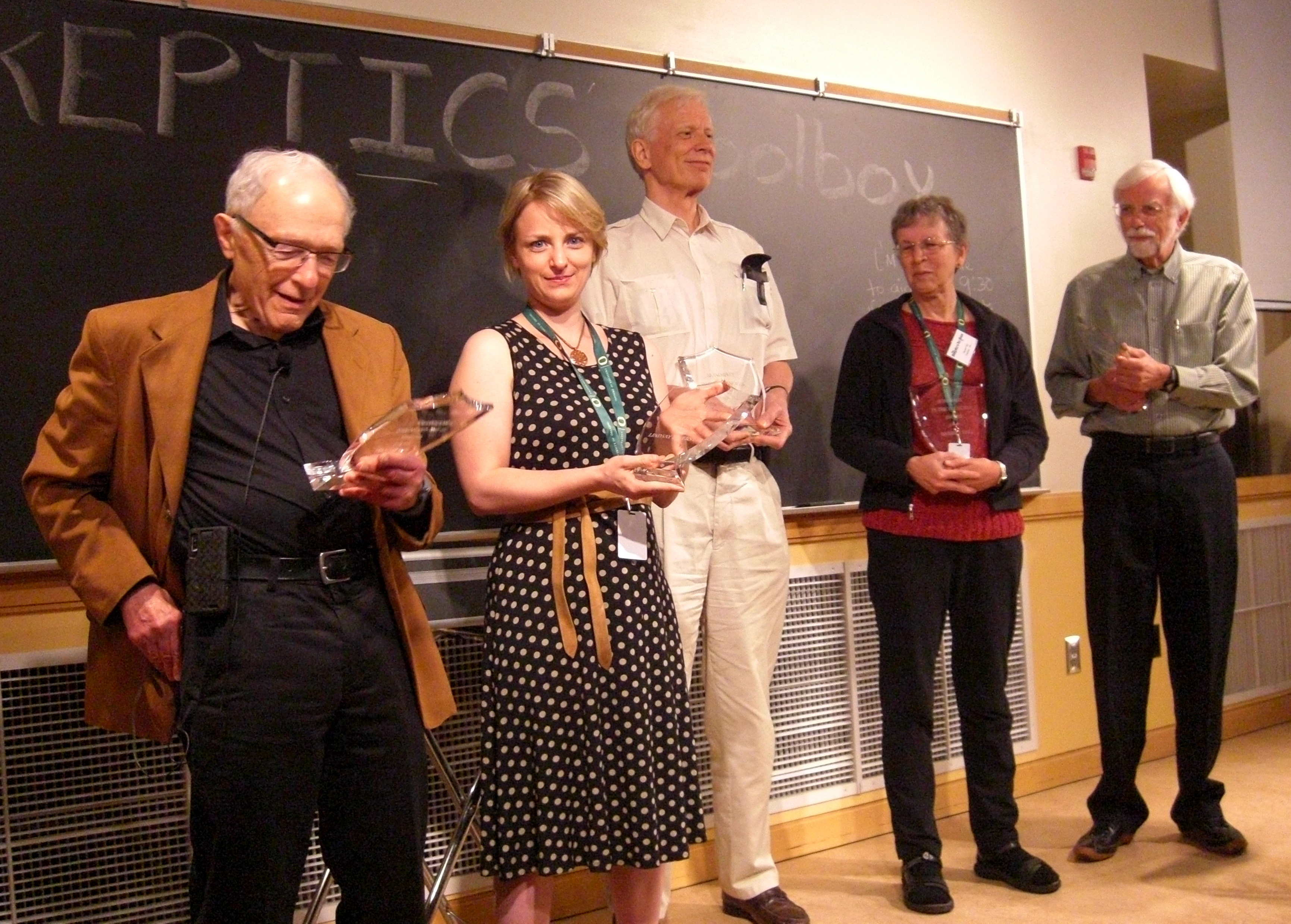
Cada um dos docentes da Skeptic's Toolbox de 2012 foram galardoados com o prémio honorário In The Trenches, entregue pelos participantes de longa data, Carl e Ben Baumgartner. Ray Hyman, Lindsay Beyerstein, James Alcock, Harriet Hall e Loren Pankratz

## Publicações selecionadas
- Alcock, James (1990). Science and Supernature: A Critical Appraisal of Parapsychology. [S.l.]: Prometheus Books. ISBN 0879755482
- Alcock, James (2005). Parapsychology, Science or Magic?: A Psychological Perspective. [S.l.]: Pergamon Press. ISBN 0080257739
- Alcock, James (2003). Psi Wars: Getting to Grips with the Paranormal. [S.l.]: Imprint Academic. ISBN 0907845487
- Alcock D.W. Carment, S.W. Sadava, James (2005). A Textbook of Social Psychology (6th ed.). [S.l.]: Pearson Education Canada. ISBN 0-13-121741-0
- "Electronic Voice Phenomena: Voices of the Dead?".
- "In Praise of Ray Hyman".
- "The Belief Engine".